# تئودئوس یکم
تئودئوس یکم، تئودوسیوس اول (زبان یونانی: Θεοδόσιος Theodosios؛ (زادهٔ ۱۱ ژانویه ۳۴۷ – درگذشتهٔ ۱۷ ژانویه ۳۹۵)، همچنین به نام تئودئوس بزرگ از سال ۳۷۹ تا ۳۹۵ امپراتور روم بود. او در طول سلطنت خود، در جنگ سرنوشت‌ساز جنگ گوتیک (۳۷۶–۳۸۲) و همچنین در دو جنگ داخلی و در تأسیس اعتقادنامه نیقیه به عنوان آموزه ارتدکس برای مسیحیت موفق شد. تئودوسیوس آخرین امپراتوری بود که بر کل امپراتوری روم حکومت کرد قبل از اینکه اداره آن به‌طور دائم بین دو دربار جداگانه (یکی امپراتوری روم غربی، دیگری امپراتوری بیزانس) تقسیم شود.
تئودوسیوس که در هیسپانیا (اسپانیا) به دنیا آمد، پسر یک ژنرال عالی‌رتبه فلاویوس تئودوسیوس بود که تحت هدایت او درجات ارتش روم را طی کرد. تئودوسیوس در سال ۳۷۴ در موئسیا فرماندهی مستقل داشت و در آنجا در برابر مهاجمان سارمات‌ها موفقیت‌هایی داشت. چندی بعد او مجبور به بازنشستگی شد و پدرش در شرایطی مبهم اعدام شد. تئودوسیوس به زودی در پی یک رشته دسیسه‌ها و اعدام‌ها در دربار امپراتور گراتیان موقعیت خود را بازیافت. در سال ۳۷۹، پس از کشته شدن امپراتور روم شرقی والنس در نبرد آدریانوپل (۳۷۸) در برابر گوت‌ها، گراتیان تئودوسیوس را به عنوان جانشین منصوب کرد و دستور داد تا مسئولیت وضعیت اضطراری نظامی فعلی را بر عهده بگیرد. منابع امپراتور جدید و ارتش‌های تهی شده، برای بیرون راندن مهاجمان کافی نبود. در سال ۳۸۲ به گوت‌ها اجازه داده شد که به عنوان متحدان خودمختار امپراتوری در جنوب دانوب ساکن شوند. در سال ۳۸۶، تئودوسیوس با شاهنشاهی ساسانی معاهده‌ای امضا کرد که مدت‌ها مورد مناقشه ارمنستان بزرگ را تقسیم کرد و صلح پایدار بین دو قدرت را تضمین کرد.
تئودوسیوس از طرفداران قوی آموزه مسیحی همسویگی و از مخالفان آریانیسم بود. او در سال ۳۸۱ اولین شورای قسطنطنیه را تشکیل داد که همسویگی را ارتدکس و آریانیسم را بدعت تأیید کرد. اگرچه تئودوسیوس در عملکرد فرقه‌های سنتی پیگنیسم (غیر یهودی و مسیحی) دخالت چندانی نداشت و غیر مسیحیان را به مناصب عالی منصوب کرد، اما نتوانست از آسیب دیدن چندین معبد هلنیستی دوران باستان کلاسیک مانند سراپئوم اسکندریه توسط متعصبان مسیحی جلوگیری کند یا آنها را مجازات کند. تئودوسیوس در طول سلطنت قبلی خود بر استان‌های شرقی حکومت می‌کرد، در حالی که غرب تحت نظارت امپراتوران گراتیان و والنتینیان دوم بود که او با گالا دختر والنتینیان یکم ازدواج کرد. تئودوسیوس اقدامات متعددی را برای بهبود پایتخت و اقامتگاه اصلی خود، قسطنطنیه انجام داد، که مهم‌ترین آن گسترش فروم تئودوسیوس بود که به بزرگ‌ترین میدان عمومی شناخته شده در دوران باستان تبدیل شد. تئودوسیوس دو بار لشکرکشی کرد، در سال‌های ۳۸۸ و ۳۹۴ و پس از کشته شدن گراتیان و والنتینیان، که دو مدعی امپراتوری، ماگنوس ماکسیموس و یوگنیوس را شکست داد که به جای آنها برخاسته بودند. پیروزی نهایی تئودوسیوس در سپتامبر ۳۹۴ بود که او را بر کل امپراتوری مسلط کرد. او چند ماه بعد درگذشت و دو پسرش آرکادیوس در نیمه شرقی امپراتوری و هونوریوس در غرب جانشین او شدند. او توانست روم شرقی و روم غربی را متحد کند؛ اما او آخرین کسی بود که امپراتور هر دو قسمت بود. پس از مرگ وی این دو قسمت برای همیشه از هم جدا شدند. او همچنین به خاطر این که توانست مسیحیت را  دین رسمی روم کند، مشهور است.
گفته می‌شود که تئودوسیوس مدیری کوشا، در عادات سخت‌گیر، مهربان و مسیحی مؤمن بود. قرن‌ها پس از مرگش، تئودوسیوس به عنوان یک قهرمان ارتدوکس مسیحی در نظر گرفته می‌شد که قاطعانه بت‌پرستی را از بین برد. محققان مدرن تمایل دارند این را تفسیری از تاریخ توسط نویسندگان مسیحی بیش از نمایش دقیق تاریخ واقعی بدانند. او نسبتاً مسئول احیای هنر کلاسیک است که برخی از مورخان آن را «رنسانس تئودوسی» نامیده‌اند. گوت‌ها در طول زندگی او صلح را برای امپراتوری تضمین کردند، وضعیت آنها به عنوان یک موجودیت خودمختار در داخل مرزهای روم باعث ایجاد مشکلاتی برای امپراتورهای بعدی شد. تئودوسیوس همچنین به دلیل دفاع از منافع خاندان خود به قیمت دو جنگ داخلی و دسیسه‌های دربار، که به شدت امپراتوری را تضعیف کرد، مورد انتقاد قرار گرفته‌است. نوادگان تئودوسیوس برای شش دهه بعد بر جهان روم حکومت کردند و تقسیم شرق به غرب تا سقوط امپراتوری روم غربی در اواخر قرن پنجم ادامه یافت.
تئودئوس یکم دستور تخریب کتابخانه اسکندریه را در سال ۳۹۲ میلادی صادر کرد. هیپاتیا نیز در همان سال‌ها به قتل رسید.

## پس زمینه
تئودوسیوس در هیسپانیا در ۱۱ ژانویه، احتمالاً در سال ۳۴۷. پدرش که فلاویوس تئودوسیوس نیز نامیده می‌شود، یک ژنرال موفق و عالی‌رتبه («استاد سربازان») در زمان امپراتور روم غربی والنتینیان یکم و مادرش بود. ترمانتیا نامیده می‌شد. به نظر می‌رسد این خانواده از اشراف زمین‌دار کوچک در اسپانیا بوده‌اند، اگرچه مشخص نیست که آیا این موقعیت اجتماعی به چندین نسل برمی‌گردد یا اینکه به تئودوسیوس بزرگ به سادگی زمینی در آنجا برای خدمت سربازی‌اش اعطا شده‌است. با این وجود، ریشه آنها به هیسپانیا احتمالاً دیرینه بوده‌است، زیرا خویشاوندان مختلف از امپراتور آینده تئودوسیوس نیز به‌عنوان اسپانیایی تأیید شده‌است، و خود تئودوسیوس در منابع ادبی باستان و کتاب‌های همه‌جانبه با تصویر امپراتور اسپانیایی‌تبار تراژان - اگرچه او پس از امپراتور شدن دیگر هرگز از شبه جزیره دیدن نکرد.
در مورد تربیت تئودوسیوس اطلاعات بسیار کمی ثبت شده‌است. نویسنده قرن پنجم تئودورت ادعا کرد که به عنوان امپراتور آینده بزرگ شده و در سرزمین ایبری خود تحصیل کرده‌است، اما شهادت او قابل اعتماد نیست. در عوض، یک مورخ مدرن فکر می‌کند که تئودوسیوس باید در میان ارتش بزرگ شده باشد و در لشکرکشی‌های پدرش در سراسر استان‌ها شرکت کرده باشد، همان‌طور که در آن زمان برای خانواده‌های دارای سنت خدمت سربازی مرسوم بود. یکی از منابع می‌گوید که او تحصیلات مناسبی دریافت کرد و علاقه خاصی به تاریخ پیدا کرد، که سپس تئودوسیوس آن را به عنوان راهنمای رفتار خود در طول زندگی ارزشمند دانست.